# Melittia hyaloxantha
Melittia hyaloxantha là một loài bướm đêm thuộc họ Sesiidae. Nó được tìm thấy ở Cộng hòa Dân chủ Congo.